# Bolbocaffer
Bolbocaffer es un género de escarabajos de la familia Bolboceratidae. Esta es la lista de especies que lo componen:
- Bolbocaffer caffrum
- Bolbocaffer consocium
- Bolbocaffer cycloidum
- Bolbocaffer disparile
- Bolbocaffer exasperans
- Bolbocaffer gautieri
- Bolbocaffer indigum
- Bolbocaffer innotandum
- Bolbocaffer interruptum
- Bolbocaffer kraatzi
- Bolbocaffer littorale
- Bolbocaffer luniferum
- Bolbocaffer matabele
- Bolbocaffer pallens
- Bolbocaffer pannosum
- Bolbocaffer plausibile
- Bolbocaffer politum
- Bolbocaffer rugiferum
- Bolbocaffer sansibaricum
- Bolbocaffer schimperi
- Bolbocaffer senegalense
- Bolbocaffer stercorosum
- Bolbocaffer vacivum